# Harry Potter és a Félvér Herceg
A 2005. július 16-án kiadott Harry Potter és a Félvér Herceg (eredeti angol címén Harry Potter and the Half-Blood Prince) a J.K. Rowling által írt népszerű Harry Potter sorozat hatodik kötete, ami magyar nyelven 2006. február 10-én jelent meg. A mű Harry Potter hatodik roxforti tanévében játszódik. Bemutatja a Sötét Nagyúr, Voldemort múltját és Harry felkészülését a végső csatára érzelmi zűrzavar és kibontakozó romantikus kapcsolatok közepette.
A könyv megjelenését követő 24 órában az Amerikai Egyesült Államokban 6,9 millió darab fogyott el belőle (óránként 287 564 könyv), ami a leggyorsabban fogyó könyvvé tette. Az első héten 100 millió angol fontnyi bevételt hozott az írónőnek és a kiadónak. A Barnes and Noble könyváruház-lánc adatai szerint üzleteikben a műből másodpercenként 105 darab fogyott az első egy órában.
A brit kiadás 608, az amerikai 652, a magyar pedig 623 oldalas. A könyvet Rowling, lányának, Mackenzie-nak ajánlotta, aki a könyv írásakor született.

## Ajánlás
Rowling a hatodik könyv írása alatt lett várandós a harmadik gyermekével, és gyakran viccelődött azon, hogy a kettő versenyez egymással, hogy melyik jöjjön előbb a világra. Ebből kifolyólag a könyv az alábbi ajánlást kapta:
Mackenzie-nek,
Gyönyörű lányomnak
ajánlom
az ő tinta-és-papír ikertestvérét

## Cselekmény
|  | Alább a cselekmény részletei következnek! |

Nagy-Britanniában káosz uralkodik, amiért Voldemort és követői, a halálfalók felelősek. Miután Cornelius Caramel mágiaügyi miniszter helytelenül kezeli a kialakult helyzetet, lemondásra kényszerítik. Utódjává Rufus Scrimgeour válik, aminek következtében Arthur Weasley-t előléptetik.
A Fonó sori otthonában Perselus Pitont meglátogatja Draco Malfoy édesanyja, Narcissa, és annak nővére, Bellatrix Lestrange. Narcissa könyörög Pitonnak, hogy védje meg meg Dracót, a kisfiát, és ha ő elbukik, teljesítse küldetését, amit a Voldemort bízott rá. Piton megteszi, amit a nő kér tőle, vagyis leteszi a Megszeghetetlen Esküt.
Dumbledore meglátogatja a nyarat a Dursley családnál töltő Harryt, és elmondja, a fiú örökölte meg a halott Sirius Black dolgait: a házát, a házimanóját (Sipor) és Csikócsőrt. Ezután hozzáteszi: Harry védelme 1 év múlva, 17 éves korában lejár a Dursley-házban Voldemort ellen. Ezután Dumbledore és Harry egy kis faluba hopponál, ahol egy Horatius Lumpsluck nevű, exroxforti bájitaltanárt látogatnak meg. Dumbledore kérésére Harry meggyőzi a férfit, térjen vissza a Roxfortba tanítani.
Később Harry elmondja Dumbledore-nak, nem szokott már fájni a sebhelye. Az igazgató szerint ez azért van, mert Voldemort rájött, veszélyes Harrynek belelátni a gondolataiba. Potternek feltűnik, hogy Dumbledore egyik keze – amin egy fura gyűrűt visel – el van sorvadva.
Harry a nyár többi részét a Weasley családdal és Hermionéval tölti az Odúban. Családja elkeseredésére (főleg Ginny, Molly Weasley, Fred és George bánatára) Bill Weasley össze akar házasodni a francia Fleur Delacourral, a Trimágus Tusa résztvevőjével és a Beauxbatons akadémia volt diákjával. Harry, Ron és Hermione megkapják RBF-vizsgáik eredményét: Hermione minden tantárgyból átment a vizsgán, de Harry és Ron megbukott mágiatörténetből és jóslástanból. Bájitaltanból Harry nem tudott átmenni Várakozáson Felüli(V) osztályzatával, így nem lehet auror.
Remus Lupin rossz híreket hoz: a dementorok egyre több embert támadnak meg, és már rengeteg az eltűntek száma, köztük a pálcakészítő Mr. Ollivander. Elmondja, Igor Karkarov is meghalt. Harry a roxforti leveleiből megtudja, őt nevezték ki az új kviddics-csapatkapitánynak.
Mikor Weasley-ékkel Harry az Abszol útra megy tanszerekért, összefutnak Draco Malfoyjal és annak anyjával Madam Malkin talárszabászatában. Harrynek feltűnik, hogy mikor Madam Malkin meg akarja varrni Draco ruhájának az ujját, ő dühösen elrántja tőle a bal karját. Egy kis veszekedés után Harry, Ron és Hermione a láthatatlanná tevő köpeny alatt követik Dracót, aki a Borgin & Burkes-be betérve összeveszik valamint az eladóval. Harry szerint Draco lépett az Azkabanban raboskodó apja, Lucius Malfoy helyébe halálfalóként, s sötét jegyet vésettek a baljába.
Mikor a diákok a Roxfort Expresszel indulnak az iskolába, Lumpsluck meghívja Harryt a kedvenc diákjai klubjába, a Lump Klubba, amelynek régen Lily Potter és Tom Denem is tagja volt. Harryn kívül Neville, Ginny és a mardekáros Blaise Zambini is meghívást kap. Az ebéd után Harry követi köpenyével Zambinit a mardekásorok fülkéjébe, ahol kihallgatja a beszélgetésüket. Mikor a vonat megérkezik, Malfoy észreveszi Harryt, majd amikor egyedül maradnak, sóbálványátkot szór Harryre, eltöri az orrát és leszáll a vonatról. Később a Roxfort védelmére kirendelt Nymphadora Tonks rátalál Harryre, és az iskolába kíséri.
Itt Dumbledore a beszédében kijelenti: Lumpsluck lesz az új bájitaltanár, Piton pedig a Sötét Varázslatok Kivédését fogja tanítani. Lumpsluck átengedi a megbukott Harryt bájitaltanból, majd Ron és Harry találkozik Hagriddal, aki elmondja: Gróp egy barlangban lakik, a Harrytől kapott Csikócsőr pedig jól van, meg is látogatják.
Piton a legelső órán büntetőfeladatot szab ki Harrynek, ám nem kell elvégeznie, mert Dumbledore magánórát tart neki. Mivel Ron és Harry nem vettek maguknak, megkapják a tankönyveket. Harry a kapott könyvében való jegyzetek segítségével ő csinálja meg legjobban az „élő halál esszenciáját”, így egy adag – szerencsét hozó – Felix Felicis bájitalt nyer. Ekkor veszi észre, hogy a könyv hátuljába a következő van írva: „Ez a könyv a Félvér Herceg tulajdona!”.
Dumbledore az egyik magánóráján egy emléket mutat neki: Little Hangleton mellett, egy erdőben él Rowle Gomold két gyermekével. Dumbledore elmondja, hogy Gomold lánya, Merope lett később Voldemort anyja. Harry észreveszi, hogy Gomold kezén ugyanaz a gyűrű van, amit az igazgató kezén is látott.
A Reggeli Próféta azt írja, a Kóbor Grimbusz jegykezelőjét, Stan Shunpike-ot letartóztatták, mivel azt állítják, halálfalókkal tartott kapcsolatot. Harry válogatást tart a kviddicscsapatba, így kerül be Ron, Ginny és Katie Bell, később pedig Dean Thomas. Hagrid elmondja a srácoknak: Aragog haldoklik. Az első roxmortsi hétvége alkalmával Katie talál egy elátkozott nyakláncot, amihez hozzá is ér, emiatt megátkozódik. A levegőbe emelkedik, sikoltozni kezd, mire Harry Hagridot hívja segítségül, aki gyorsan felviszi Katie-t a gyengélkedőbe. A nyakláncot ezután McGalagonynak adják át, átokvizsgálásra. Harry arra gyanakszik, Draco Malfoy áll az eset mögött.
Egyik este Ron és Harry meglátják, amint Ginny az egyik folyosón Dean Thomasszal csókolózik. Harry ekkor – maga se tudja miért – nagyon dühös lesz Deanre, szinte késztetést érez, hogy válassza el Ginnytől és átkozza meg. Erre azonban nem kerül sor, ugyanis Ron közbeordít, így Dean és Ginny szétrebbennek. Ron veszekedni kezd Ginnyvel, hogy miért csókolózik nyilvános helyen, ami ellen Ginny azt veti fel, hogy Harry is smárolt már Chóval, Hermione pedig Viktor Krummal. Ron erre teljesen ledöbben, mert nem tudta hogy Hermione és Krum között volt már valami. Ezért Ron elhatározza, hogy bosszút áll emiatt: hogy Hermione féltékeny legyen, ő összejön Lavender Brownnal. Harry meg ezentúl szinte minden éjjel Ginnyről álmodik, szerelmes lesz belé.
Dumbledore következő különóráján Harry megtudja, az a bizonyos nyaklánc a párszaszájú Tom Denemé volt, akit Dumbledore egy árvaházból hozott ki. A karácsonyi partira Harry Luna Lovegooddal megy el (Ginny-t nem merte elhívni), ahol Piton és Draco bizalmas beszélgetésbe kezdenek. Lupin új híreket hoz: a vérfarkasok is átálltak Voldemort oldalára.
Dumbledore újabb emlékeket mutat Harrynek: Denem lemészárolja a családját, majd Lumpsluckot faggatja bizonyos horcruxokról. Mivel az emlék hiányos, Dumbledore azt a feladatot adja Harrynek, derítse ki, mi az a hiányzó rész. Harry kémkedik Malfoy után, aki többször eltűnik a Tekergők Térképéről. Ron a születésnapjára kapott ajándékok közül elővett egy dobozt, amiben csokikondér volt, ám kiderült, hogy azt a csokit ette meg, amit Harry kapott Romilda Vane-től, és szerelmi bájital, vélhetően Amortentia van benne. Harry elviszi Lumpsluck professzorhoz Ront, majd az öreg tanár megfőzi a bájital ellenszerét, de utána a professzor megkínálja Ront a mézborból, amit Dumbledornak szánt karácsonyra. Ront, aki először ivott bele, megmérgezi az ital, de Harry a Félvér Hercegtől kapott tippet beváltotta: egy bezoárt dugott Ron szájába. Ron felkerül a gyengélkedőbe. Hermione egyre jobban vonzódik Ronhoz, és féltékenységi jeleneteket tart, mert Ronnak barátnője van.
Míg Ron lábadozik, Cormac McLaggen kerül be a kviddicscsapatba, de a kétbalkezes játékos leüti Harryt. Később Harry megtudja Siportól és Dobbytól: Draco a Szükség Szobájában szokott eltűnni.
Aragog meghal, Harry elmegy a temetésére, miután bevett egy kis adag Felix Felicist, hogy kicsalja Lumpsluckból az emléket, majd a tanár a szerencseszérum hatására nekiadja a teljes emléket: a horcruxok Voldemort lelkének darabjai; hét darab van belőlük: Tom Denem naplója (Harry már elpusztította), a Gomold-gyűrű (Dumbledore már elpusztította), Nagini – Voldemort kígyója –, három ismeretlen tárgy, és maga Voldemort.
Harry egy nap megnézte a Tekergők Térképét és látta, hogy Malfoy egy fiú wc-ben van Hisztis Myrtle társaságában. Harry bemegy megnézni, hogy mit csinálnak, de látja, hogy Malfoy sír. A fiú észreveszi Harryt és elkezdtek párbajozni, amikor Harry kipróbálta a Herceg egyik átkát: a sectumsemprát. Az átok keresztülhasította Malfoyt akiből elkezdett ömleni a vér. Piton berontott a wc-be és meggyógyította Malfoyt, majd ráparancsolt Harryre, hogy maradjon ott amíg ő visszajön… Piton elküldte Harryt a tankönyveiért, Harry azonban kicserélte a Herceg könyvének a borítóját Ronéval és elrejtette azt a Szükség szobájába. Piton megnézte a könyveit és látta, hogy barátja könyve az. Ezért büntetőmunkára ítélte Harryt.
A büntetőmunkája miatt Harry nem tud játszani a kviddicsmeccsen, ezért közli Ginnyvel, hogy ő lesz a fogó és Dean az egyik hajtó. Amikor Piton elengedi, sietve felrohan a klubhelyiségbe, ahol a griffendélesek közlik vele: győzött a csapat. Ekkor Ginny odafut hozzá, és Harryt nem érdekli hogy ötven ember őt nézi, azonnal dönt és cselekszik: megöleli és megcsókolja Ginnyt. Ezután még néhány hétig együtt járnak.
Dumbledore magával viszi Harryt, ugyanis talált egy újabb horcruxot. Harry addig barátait kéri meg, figyeljék Dracót. Egy barlanghoz mennek, ahol egy nagy tó közepén egy kőedényt találnak. Mikor Dumbledore megissza az edényben lévő folyadékot, rosszul lesz. Harry vizet merít a gyenge varázslónak a tóból, de ekkor rátámadnak az inferusok (halottak, melyek sötét varázsló parancsait teljesítik). Dumbledore összeszedi cseppnyi erejét és tüzet varázsol, hogy elkergesse a megbűvölt hullákat. Harry kiviszi a legyengült varázslót a barlangból és Roxmorts főutcájába hoppanál. Ott látják meg a baljós jelt: Roxfort felett lebeg a Sötét Jegy.
Harry és Albus a villámsújtotta toronyba repülnek, s az öreg varázsló érzi, hogy csapdába estek, mert megbénítja Harryt. Ekkor megjelenik Draco. A fiú kihajította a bástyáról az igazgató pálcáját és elmondja: a volt-nincs szekrény segítségével halálfalókat juttatott az iskolába, és a csata elkezdődött. Harry ekkor tudta meg hogy miért is veszekedett Draco a Zsebpiszok közben, és miért ment annyiszor a Szükség Szobájába: mert ott rejtette el a szekrényt.
Három halálfaló, Amycus Carrow, testvére és Fenrir Greyback, a kegyetlen (vérfarkas) lép be, akik az igazgató megölésére buzdították Dracót, de mivel az nem volt képes erre, Perselus Piton jelenik meg, és végez Dumbledore-ral. A halálos átok letaszította a varázslót a toronyból.
Voldemort szolgái menekülni kezdenek, ám Harry üldözőbe veszi őket. Végül Piton a fiúhoz fordul, és mielőtt elmenekülne, elárulja: ő a Félvér Herceg. A csata után megtalálják Dumbledore holttestét a torony tövében, mellette a horcruxszal és egy levéllel: egy bizonyos R. A. B. írta Voldemort nagyúrnak, miszerint ez a horcrux hamisítvány, s az igazi nála van.
Harry a gyengélkedőn találkozik Bill-lel, akit a csata közben megmart Fenrir Greyback, de szerencsére nem alakul át vérfarkassá. McGalagony és Weasley-ék elmondják: mikor követni kezdték Dracót, halálfalók jelentek meg, majd a Főnix Rendje is az iskolába jött. Míg Harry és McGalagony a Roxfort bezárásán gondolkodnak, Fawkes – Dumbledore főnixmadara – siratódalt énekel, majd elszáll az iskolából.
Dumbledore-t és pálcáját a roxforti tó partján temetik el, Harry szakítani akar Ginnyvel, mert fél, hogy Voldemort őt használná csalinak, ha őt, Harryt akarná megkapni. Ezután a mágiaügyi miniszter megkéri Harryt, hogy reklámozza, milyen jó munkát végez a minisztérium, de a fiú ismét nemet mondott neki. Harry kijelenti, hogy nem akar visszamenni a Roxfortba, ehelyett visszamegy Dursley-ékhez, utána pedig Godric’s Hollow-ba látogat, mert neki ott kezdődött minden és úgy érzi, hogy oda kell visszamennie. Ron és Hermione kijelentik, nem hagyják magára Harryt.
|  | Itt a vége a cselekmény részletezésének! |

### Fejezetei
- 1. A másik miniszter''
- 2. A Fonó sor
- 3. A kétes örökség
- 4. Horatius Lumpsluck
- 5. Mamamaci és Francica
- 6. Zsebpiszok közi kitérő
- 7. A Lump Klub
- 8. Piton diadala
- 9. A Félvér Herceg
- 10. A Gomold ház
- 11. Hermione besegít
- 12. Ezüst és opál
- 13. A Denem-titok
- 14. Felix Felicis
- 15. Megszeghetetlen Eskü
- 16. Fagyos karácsony
- 17. Ködös emlék
- 18. Születésnapi meglepetések
- 19. Manónyomozók
- 20. Voldemort nagyúr kívánsága
- 21. A Tudhatatlan Terem
- 22. A temetés után
- 23. Horcruxok
- 24. Sectumsempra
- 25. A kihallgatott látó
- 26. A barlang
- 27. A villámsújtotta torony
- 28. A Herceg szökése
- 29. A főnix siratódala
- 30. A fehér kripta

## Magyarul
- Harry Potter és a félvér herceg; ford. Tóth Tamás Boldizsár; Animus, Budapest, 2006